# 粗纹峨螺
粗纹峨螺（学名：Pollia undosus），是新腹足目峨螺科Pollia属的一种。主要分布于马来西亚、中国大陆、台湾，常栖息在潮间带。